# 1233

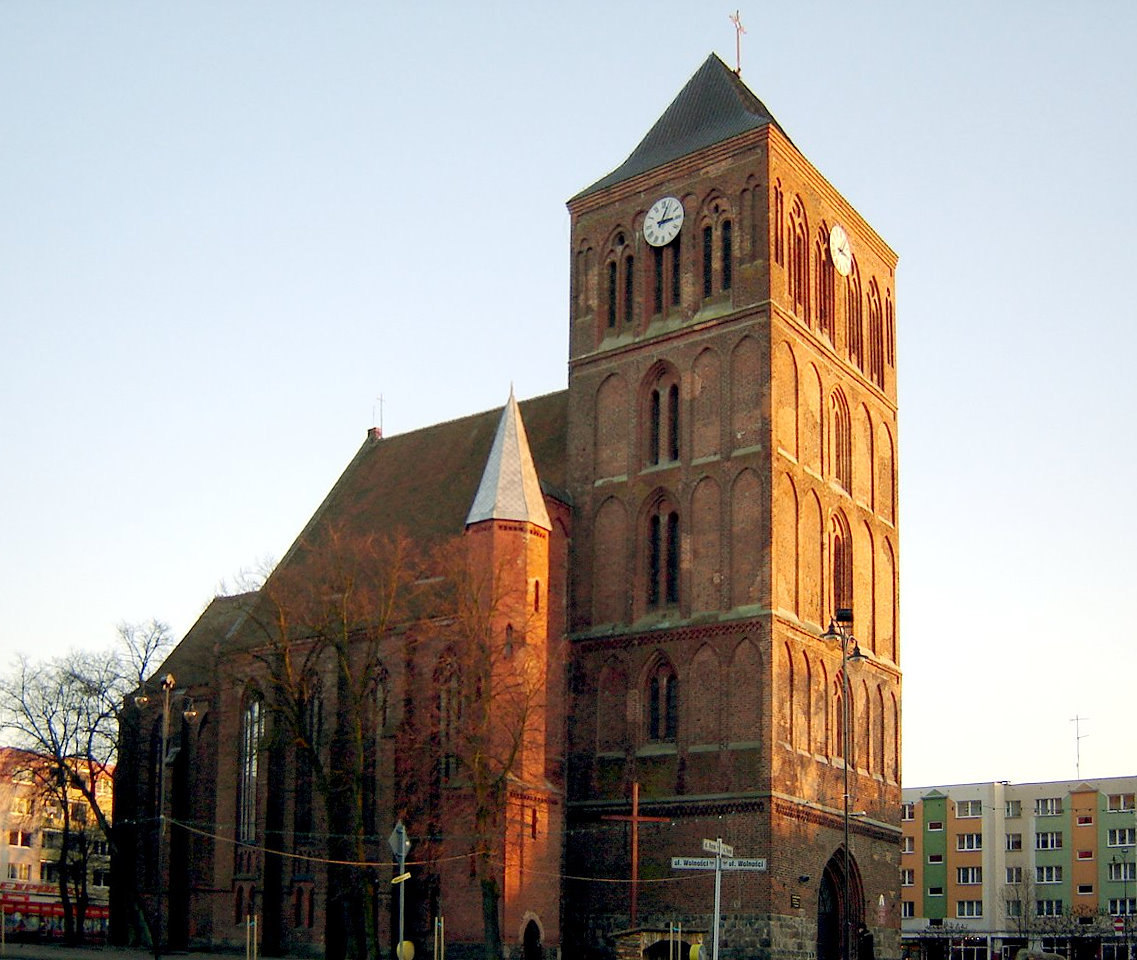
Sanktuarium Maryjne, Choszczno, gebouwd ca. 1233

Het jaar 1233 is het 33e jaar in de 13e eeuw volgens de christelijke jaartelling.

## Gebeurtenissen
april
- 20 - Bul Licet ad capiendos: ketters die zich niet willen bekeren, verliezen al hun privileges zonder mogelijkheid van beroep

juni
- 13 - Paus Gregorius IX vaardigt een bul tegen hekserij  uit, getiteld Vox in Rama ("Een stem in Rama”). Deze bul gaat over duivelsverering die zou plaatsvinden in vergaderingen van heksen. Duivels en heksen moeten volgens Gregorius IX door de inquisitie berecht worden.

augustus
- 15 - De congregatie van Servieten van Maria wordt opgericht.

september
- 19 - De Rooms-koning Hendrik VII verleent de burgers van Den Bosch tolvrijheid op de Rijn.

zonder datum
- Paus Gregorius IX doet de volgende bul uitkomen: Etsi Judaeorum: roept op tot het voorkomen van aanvallen tegen joden
- Het Land van Herpen en Uden wordt afgescheiden van het territorium Cuyk.
- kloosterstichtingen: Dominicanenklooster (Brugge), Nijeklooster (Scharnegoutum), Zwartewatersklooster
- Virgilius van Salzburg wordt heilig verklaard.
- Oudst bekende vermelding: 's Herenelderen, Kaprijke, Ružomberok, Trostberg
- De stad Dendermonde (België) verwerft stadsrechten en scheidt zich daardoor af van het Land van Dendermonde. Ook Elburg en Gendt (beide gelegen in Gelderland) worden steden.
- De Mongolen onder Güyük Khan veroveren het kortbestaande Dongxia.
- Stadsrechten voor Arnhem (12 juli), Dendermonde, Elburg (vermoedelijke jaar), Emmerik (31 mei), Gendt, Grave, Lochem (9 juli)
- Een mislukte Friese strafaanval op Drenthe, de Fries-Drentse Oorlog, komt ten einde.

## Opvolging
- Antiochië en Tripoli - Bohemund IV opgevolgd door zijn zoon Bohemund V
- Piëmont - Thomas I van Savoye opgevolgd door zijn zoon Thomas II
- Savoye - Thomas I opgevolgd door zijn zoon Amadeus IV
- aartsbisschop van Servië - Sava opgevolgd door Arsenije van Srem
- Utrecht - Wilbrand van Oldenburg opgevolgd door Otto van Holland

## Geboren
- Aleidis van Bourgondië, echtgenote van Hendrik III van Brabant (jaartal bij benadering)

## Overleden
- maart - Bohemund IV, vorst van Antiochië (1201-1216, 1219-1233)
- 26 juli - Wilbrand van Oldenburg, bisschop van Paderborn en Utrecht
- 27 juli - Ferrand van Portugal (45), echtgenoot van de Vlaamse gravin Johanna van Constantinopel
- Albert van Cuijk, heer van Asten
- Ali Ibn al-Athir (~73), Arabisch filosoof
- Mathilde van Angoulême (~52), Frans edelvrouw
- Thomas I, graaf van Savoye
- Yolande van Courtenay (~33), echtgenote van Andreas II van Hongarije